# Naburn
Naburn is een civil parish in het bestuurlijke gebied City of York, in het Engelse graafschap North Yorkshire met 516 inwoners.